# Ryūsei Haruna
Ryūsei Haruna (japanisch 春名 竜聖 Haruna Ryūsei; * 1. Mai 2004 in der Präfektur Hyōgo) ist ein japanischer Fußballspieler.

## Karriere

### Verein
Ryūsei Haruna erlernte das Fußballspielen in der Jugend des J1-League Erstligisten Cerezo Osaka. Seinen ersten Vertrag unterschrieb er am 1. Februar 2023 bei Mito Hollyhock. Der Verein aus Mito, einer Stadt in der Präfektur Ibaraki, spielt in der zweiten japanischen Liga. Sein Zweitligadebüt gab Ryusei Haruna am 29. April 2023 (12. Spieltag) im Auswärtsspiel gegen V-Varen Nagasaki. Bei der 4:0-Niederlage stand er in der Startelf und spielte die kompletten 90 Minuten. Nach 15 Zweitligaspielen wechselte er im Februar 2025 auf Leihbasis nach Miyazaki zum Drittligisten Tegevajaro Miyazaki.

### Nationalmannschaft
Ryusei Haruna spielte von 2022 bis 2023 zweimal für die japanische U20-Nationalmannschaft.